# Appiana
Appiana, fosini rod jetrenjarki smješten u vlastitu porodicu Appianaceae. Jedina vrsta je A. sillettiana. Porodica, rod i vrsta opisane su 2011. Pripadaredu razredu Jungermanniopsida.